# Дахлет-Нуадібу
Дахлет-Нуадібу (араб. ولاية داخلت نواذيبو, фр. Dakhlet Nouadhibou) — область в Мавританії.
- Адміністративний центр - місто Нуадібу.
- Площа - 22 300 км², населення - 75 976 осіб (2000 рік).

## Географія
Межує з областями Адрар та Інширі, на півночі з Західною Сахарою. На заході виходить до Атлантичного океану, де знаходиться півострів Рас-Нуадібу (Капо-Бланко). У затоці Аргуїн знаходиться острів Аргуїн.

## Адміністративно-територіальний поділ

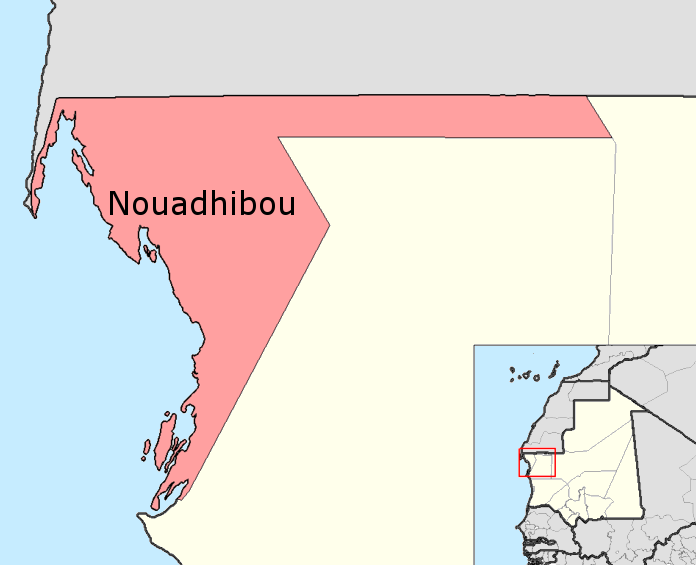
Мапа області та департаменту Нуадібу.

Область складається з 1 департаменту Нуадібу.